# Mittelfinnland
Koordinaten: 62° 30′ N, 25° 18′ O
Mittelfinnland (finn. Keski-Suomi [ˈkɛskiˌsuɔmi], schwed. Mellersta Finland) ist eine der 19 Landschaften Finnlands. Sie besteht aus dem Nordteil der historischen Landschaft Häme und dem westlichsten Teil von Savo. 1960 wurde es aus der Provinz Vaasa ausgegliedert und als eigene Provinz eingerichtet. Diese bestand bis 1997, als sie in die kurzzeitig bestehende Provinz Westfinnland eingegliedert wurde. Mittelfinnland liegt geographisch betrachtet südlich der Mitte Finnlands, da Lappland als eigene geographische Einheit angesehen wird. Verwaltungssitz und größte Stadt von Mittelfinnland ist Jyväskylä.

## Gemeinden
Mittelfinnland gliedert sich in 23 Gemeinden (kunta), von denen sechs den Status Stadt (kaupunki) haben. Die Flächenangabe bezieht sich auf die Landfläche (Stand 1. Januar 2013), die in der Regel aufgrund der zugehörenden Seen nur eine Teilmenge der Gesamtfläche darstellt. Einwohnerzahlen Stand 31. Dezember 2022:
| Gemeinde          | Subregion             | Fläche (km²)                          | Einwohner |
| ----------------- | --------------------- | ------------------------------------- | --------- |
| Äänekoski, Stadt  | Äänekoski             | 1.138,38 km² davon Land: 884,54 km²   | 18.120    |
| Hankasalmi        | Jyväskylä             | 687,75 km² davon Land: 571,85 km²     | 04.601    |
| Jämsä, Stadt      | Jämsä                 | 1.823,91 km² davon Land: 1.571,32 km² | 19.347    |
| Joutsa            | Joutsa                | 1.066,42 km² davon Land: 867,16 km²   | 04.171    |
| Jyväskylä, Stadt  | Jyväskylä             | 1.466,34 km² davon Land: 1.171,01 km² | 145.8870  |
| Kannonkoski       | Saarijärvi-Viitasaari | 549,62 km² davon Land: 444,75 km²     | 01.269    |
| Karstula          | Saarijärvi-Viitasaari | 963,47 km² davon Land: 887,26 km²     | 03.665    |
| Keuruu, Stadt     | Keuruu                | 1.430,57 km² davon Land: 1.258,02 km² | 09.250    |
| Kinnula           | Saarijärvi-Viitasaari | 495,71 km² davon Land: 460,23 km²     | 01.554    |
| Kivijärvi         | Saarijärvi-Viitasaari | 599,86 km² davon Land: 483,94 km²     | 01.064    |
| Konnevesi         | Äänekoski             | 680,96 km² davon Land: 513,01 km²     | 02.521    |
| Kuhmoinen         | Jämsä                 | 936,68 km² davon Land: 660,96 km²     | 02.119    |
| Kyyjärvi          | Saarijärvi-Viitasaari | 469,62 km² davon Land: 448,22 km²     | 01.196    |
| Laukaa            | Jyväskylä             | 825,62 km² davon Land: 648,54 km²     | 18.775    |
| Luhanka           | Joutsa                | 313,25 km² davon Land: 214,53 km²     | 00.692    |
| Multia            | Keuruu                | 765,62 km² davon Land: 733,25 km²     | 01.477    |
| Muurame           | Jyväskylä             | 194,05 km² davon Land: 144,06 km²     | 10.486    |
| Petäjävesi        | Jyväskylä             | 459,39 km² davon Land: 456,38 km²     | 03.651    |
| Pihtipudas        | Saarijärvi-Viitasaari | 1.247,47 km² davon Land: 1.074,77 km² | 03.786    |
| Saarijärvi, Stadt | Saarijärvi-Viitasaari | 1.422,73 km² davon Land: 1.251,94 km² | 08.975    |
| Toivakka          | Jyväskylä             | 413,94 km² davon Land: 361,49 km²     | 02.407    |
| Uurainen          | Jyväskylä             | 372,27 km² davon Land: 348,05 km²     | 03.592    |
| Viitasaari, Stadt | Saarijärvi-Viitasaari | 1.589,12 km² davon Land: 1.248,69 km² | 05.951    |

## Wappen
Beschreibung: Das Wappen in Silber zeigt einen balzenden, rotgeschnäbelten schwarzen Auerhahn.
- siehe auch Wappen der finnischen Region Mittelfinnland